# Tarsonops
Tarsonops es un género de arañas araneomorfas de la familia Caponiidae. Se encuentra en  México.

## Lista de especies
Según The World Spider Catalog 12.0:
- Tarsonops clavis Chamberlin, 1924
- Tarsonops sectipes Chamberlin, 1924
- Tarsonops sternalis (Banks, 1898)
- Tarsonops systematicus Chamberlin, 1924